# Сёдерберг, Никлас
Никлас Эрик Сёдерберг (швед. Niklas Erik Söderberg; Пустой шаблон {{ВД-Преамбула}} ) — шведский футболист, нападающий «Эстера».

## Клубная карьера
Футболом начал заниматься в клубе «Мерста». В 2012 году провёл один матч за основную команду в третьем дивизионе. Затем выступал за юношеские команды «Васалунда» и «Соллентуны». На взрослом уровне выступал за «Соллентуну» в четвёртом дивизионе, «Стоксунд» в третьем и «Лидингё» во втором. В марте 2019 года подписал однолетний контракт с «Сюльвией». В декабре того же года продлил соглашение с клубом ещё на одни сезон. В августе 2020 года присоединился к «Браге», выступавшим в Суперэттане.
2 января 2023 года стал игроком «Эстера», с которым подписал контракт, рассчитанный на три года. По итогам сезона 2024 года вместе с командой занял второе место в турнирной таблице Суперэттана и вышел в Алльсвенскан. 30 марта 2025 года в игре «Норрчёпингом» дебютировал в чемпионате Швеции, появившись на поле в стартовом составе.

## Личная жизнь
Его брат-близнец Даниэль Сёдерберг также профессиональный футболист.